# The Smiling Ghost
The Smiling Ghost é um filme de comédia de terror estadunidense de 1941 dirigido por Lewis Seiler e estrelado por Wayne Morris, Alexis Smith e Alan Hale.

## Elenco
- Wayne Morris como Alexander "Lucky" Downing
- Alexis Smith como Elinor Bentley
- Alan Hale como Norton
- Brenda Marshall como Lil Barstow
- Lee Patrick como Rose Fairchild
- David Bruce como Paul Myron
- Helen Westley como Avó Bentley
- Willie Best como Clarence
- Charles Halton como tio-avô Ames Bentley
- Richard Ainley como primo Tennant Bentley
- Roland Drew como Tio Hilton Fairchild
- George Meader como Sr. Dinwiddie
- Clem Bevans como Sexton

## Recepção
A crítica do New York Times ao filme datada de 26 de setembro de 1941 de Bosley Crowther é geralmente desfavorável, observando que a história é previsível e fútil. Ele também critica a maior parte do elenco, embora elogie as atuações de Willie Best e Alexis Smith.